# Ziegenstallsgründe
Koordinaten: 51° 45′ 34″ N, 8° 59′ 44″ O

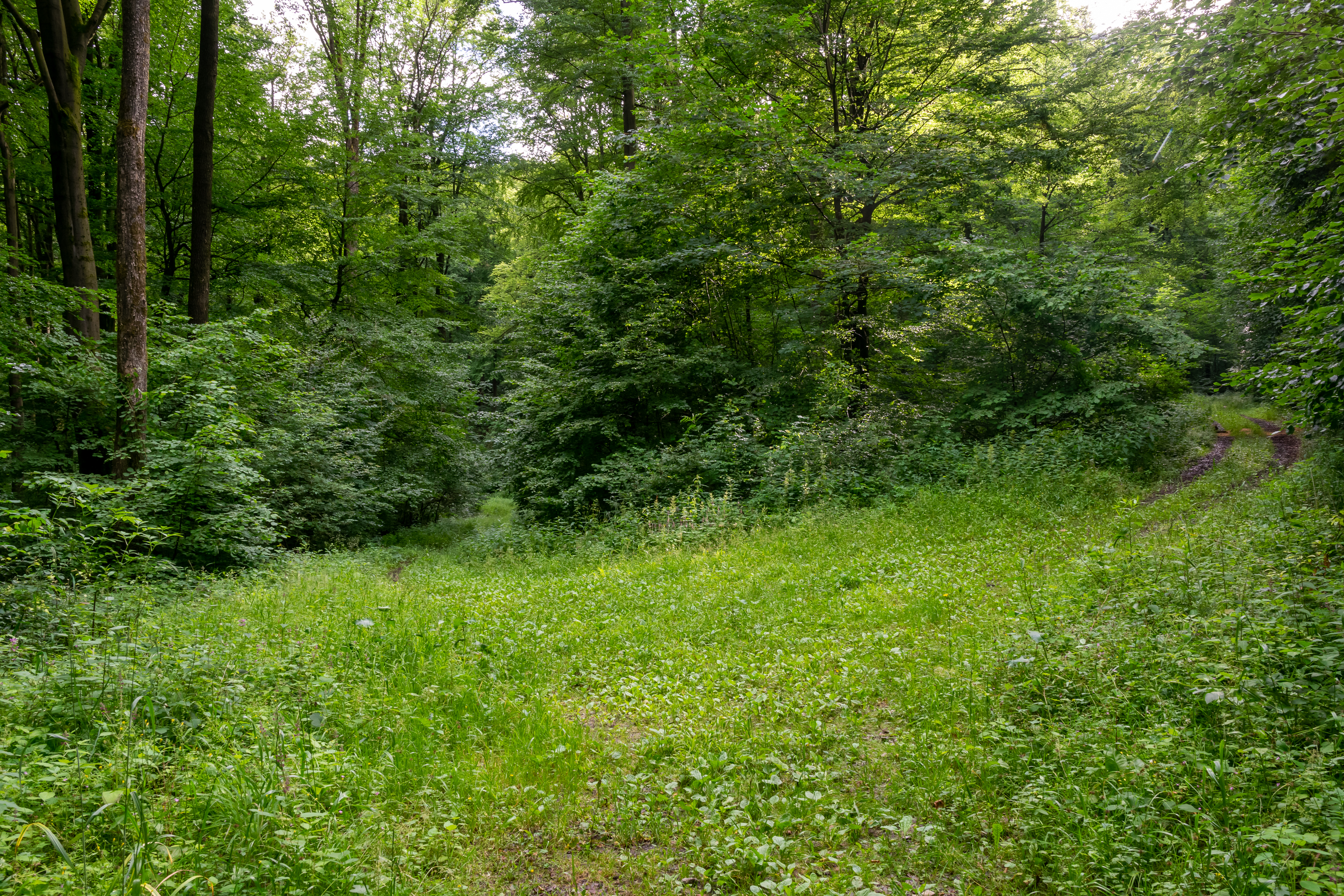
Naturschutzgebiet Ziegenstallsgründe (Juli 2021)

Das Naturschutzgebiet Ziegenstallsgründe liegt auf dem Gebiet der Gemeinde Altenbeken im Kreis Paderborn in Nordrhein-Westfalen. Das Gebiet erstreckt sich östlich des Kernortes Altenbeken und westlich von Reelsen, einem Stadtteil von Bad Driburg.

## Bedeutung
Das etwa  79,5 ha große Gebiet wurde im Jahr 2021 unter der Schlüsselnummer PB-080 unter Naturschutz gestellt.